# درعيات الجناح
درعيات الجناح (الاسم العلمي: Pteraspidomorphi) وهي مجموعة منقرضة من اللافكيات القديمة. كان يعتقد أنها ترتبط ارتباطا وثيقا أو حتى اسلافها بالفقاريات الفكية، ولكن صفات قليلة تشترك مع الجديدة تعتبر الآن بدائية لجميع الفقاريات.